# Neocteniza chancani
Neocteniza chancani là một loài nhện trong họ Idiopidae.
Loài này thuộc chi Neocteniza. Neocteniza chancani được Pablo A. Goloboff & Norman I. Platnick miêu tả năm 1992.